# Tiberius Claudius Claudianus (Ritter)
Tiberius Claudius Claudianus war ein im 3. Jahrhundert n. Chr. lebender Angehöriger des römischen Ritterstandes (Eques).
Durch eine Inschrift, die beim Kastell Camboglanna gefunden wurde und die auf den 1. Januar 241 datiert ist, ist belegt, dass Claudianus Präfekt der Cohors II Tungrorum Gordiana equitata c l war, die in der Provinz Britannia stationiert war.